# FC Frauenfeld
Football Club Frauenfeld é um clube de futebol suíço, sediado na cidade de Frauenfeld, no cantão da Turgóvia. Fundado em 1906, disputa atualmente a 2. Liga Interregional, uma das ligas que compõem a quinta divisão do Campeonato Suíço.
Utiliza o estádio Kleine Allmend, que possui capacidade para receber 6.375 torcedores, para mandar suas partidas. As cores do clube são vermelho e branco.
Foi no Frauenfeld que Joachim Löw encerrou sua carreira de jogador em 1995, após uma temporada acumulando também a função de treinador da equipe.